# Tour du Belize
Le  Tour du Belize (en anglais : Tour of Belize) est une course cycliste par étapes organisée au Belize. Créé en 2003, il fait son apparition au calendrier de l'UCI America Tour uniquement en 2008, en catégorie 2.2.

## Palmarès
| Année     | Vainqueur        | Deuxième        | Troisième                |
| --------- | ---------------- | --------------- | ------------------------ |
| 2003      | José Choto       |                 |                          |
| 2004      | Mateo Cruz       |                 |                          |
| 2005      | José Choto       |                 |                          |
| 2006      | Marlon Castillo  | Scottie Weiss   | Ian Smith                |
| 2007      | Marlon Castillo  | Johnny Morales  | Carlos Gabriel Hernández |
| 2008      | Carlos Oyarzún   | Luciano Santos  | Guy East                 |
| 2009      | Tanner Putt      |                 |                          |
| 2010-2015 | pas de course    |                 |                          |
| 2016      | Joslyn Chavarria | Giovanni Lovell | Joel Borland             |